# Ryszard Andrzejczak
Ryszard Andrzejczak (ur. 30 września 1956 w Łodzi) – działacz sportowy, prezes MUKS Widzew Łódź od 2006 roku.

## Życiorys
Od początku kariery związany z Widzewem. Od 1970 koszykarz tego klubu. W 1980 objął stanowisko trenera młodzieży w sekcji żeńskiej koszykówki. W latach 1988–2006 (z przerwą na sezon 2000/01) był trenerem pierwszej drużyny Widzewa. W sierpniu 2003 roku wraz z Krzysztofem Drążczykiem i Jerzym Gołaszewskim założył Międzyszkolny Uczniowski Klub Sportowy Widzew Łódź, w którym objął funkcję prezesa.
Od 2004 członek zarządu Łódzkiego Związku Koszykówki, gdzie pełni funkcję szefa Wydziału Szkolenia.